# Earle C. Clements
Earle C. Clements (Morganfield, 1896. október 22. – Morganfield, 1985. március 12.) az Amerikai Egyesült Államok szenátora (Kentucky, 1950–1957).